# Frahier-et-Chatebier
Frahier-et-Chatebier är en kommun i departementet Haute-Saône i regionen Bourgogne-Franche-Comté i östra Frankrike. Kommunen ligger i kantonen Champagney som tillhör arrondissementet Lure. År 2022 hade Frahier-et-Chatebier 1 377 invånare.

## Befolkningsutveckling
Antalet invånare i kommunen Frahier-et-Chatebier
| Referens: INSEE |